# Граньєн
Граньєн (ісп. Grañén) — муніципалітет в Іспанії, у складі автономної спільноти Арагон, у провінції Уеска. Населення — 2038 осіб (2009).
Муніципалітет розташований на відстані близько 330 км на північний схід від Мадрида, 22 км на південь від Уески.
На території муніципалітету розташовані такі населені пункти: (дані про населення за 2009 рік)
- Кальєн: 83 особи
- Курбе: 203 особи
- Фраелья: 29 осіб
- Граньєн: 1389 осіб
- Монтесусін: 226 осіб

## Демографія
Динаміка населення (INE ):